# Каспар, Феликс
Феликс Каспар (нем. Felix Kaspar; 14 января 1915 года, Вена, Австрия — 5 декабря 2003 года Брадентон, Флорида, США) — австрийский фигурист-одиночник, дважды чемпион мира и бронзовый медалист Олимпиады 1936 года.

## Биография
Каспар начал кататься на коньках в возрасте 9 лет. Обучался он на искусственном катке Эдуарда Энгельманна младшего. Славился необычно высокими прыжками.
Когда началась Вторая мировая война, Каспар находился в Австралии, где и остался на весь период войны. В Австралии Каспар познакомился со своей будущей женой Джун. Они прожили вместе 54 года.
В 1965 году Каспар переехал с женой и дочерью в Миннеаполис, штат Миннесота, и работал там тренером по фигурному катанию. Среди прочих, он тренировал японскую фигуристку Эми Ватанабэ.
В 1977 году семья переехала в Пасадину, штат Калифорния, и здесь Каспар тоже работал в качестве тренера.
В 1988 году Каспар был введён в Зал мировой славы фигурного катания.
В 1989 году Каспар и его жена, уже будучи на пенсии, переехали во Флориду. Феликс Каспар страдал от болезни Альцгеймера и умер в возрасте 88 лет.

## Спортивные достижения
| Соревнования/Сезон | 1933—34 | 1934—35 | 1935—36 | 1936—37 | 1937—38 |
| ------------------ | ------- | ------- | ------- | ------- | ------- |
| Зимние олимпиады   |         |         | 3       |         |         |
| Чемпионаты мира    |         |         | 3       | 1       | 1       |
| Чемпионаты Европы  | 7       | 2       | 4       | 1       | 1       |